# میلان لوکیچ
میلان لوکیچ (سیریلیک صربی: Милан Лукић؛ زادهٔ ۶ سپتامبر ۱۹۶۷) یک فرد نظامی اهل یوگسلاوی است.وی از فرماندهان گروه شبه‌نظامی عقاب‌های سفید بود.
وی در ژوئیه ۲۰۰۹ توسط دادگاه بین‌المللی کیفری یوگسلاوی سابق به جرم جنایت علیه بشریت و نقض آداب و قوانین جنگ در منطقه ویشه‌گراد در بوسنی و هرزگوین در جریان جنگ بوسنی به حبس ابد محکوم شد.